# Cultura do Catar
A Cultura do Catar é fortemente influenciada pela cultura beduína tradicional, com influência menos aguda derivada da Índia, África Oriental e outros países do Golfo Pérsico. As duras condições climáticas da península obrigaram os seus habitantes a recorrerem ao mar para encontrarem sustento. Assim, há uma ênfase distinta no mar na cultura local. Literatura e temas do folclore são muitas vezes relacionados a atividades marítimas.
As artes orais, como a poesia e o canto, eram historicamente mais prevalecentes do que a arte figurativa devido às restrições colocadas pelo islamismo em representações de seres conscientes; no entanto, certas disciplinas de arte visual, como caligrafia, arquitetura e artes têxteis, foram amplamente praticadas. As artes figurativas foram gradualmente assimiladas na cultura do país durante a era do petróleo.
O Catar segue a Lei Shariah, o que faz com que coisas como o álcool, a pornografia, derivados de porco e narcóticos sejam proibidos, sendo mesmo coisas que os próprios turistas não podem levar quando chegam ao país.

## Artes visuais

Museu de Arte Islâmica, em Doha.

Devido à posição do Islã sobre a arte figurativa, as pinturas e as artes plásticas desempenharam um papel relativamente insignificante na cultura do Catar até à descoberta do petróleo em meados do século XX. Outras artes visuais, como a caligrafia e a arquitetura, eram as formas mais historicamente dominantes de expressão visual islâmica. A caligrafia foi mais valorizada na sociedade devido à sua estreita ligação com o Islão.
As exposições de arte foram realizadas sob os auspícios do Ministério da Educação até 1972, após o estado ter comçado a oferecer todo seu apoio à cena artística. A Sociedade de Belas Artes do Catar foi criada em 1980 com o objetivo de promover os trabalhos dos artistas do Catar. Yousef Ahmad é uma figura líder da indústria artística do Catar e representa regularmente o país em bienais internacionais e eventos. Seu trabalho de arte foi exibido internacionalmente.
Nos últimos vinte anos, vários membros da família Al Thani levaram o interesse e o envolvimento do Catar no campo das artes e continuam a moldar a política cultural do país. O Catar revelou-se como o maior comprador de arte do mundo em 2011, pelo The Art Newspaper.

## Rádio
Doha tem uma variedade de estações de rádio, algumas das quais incluem:
| FM radio - 90.8 – QBS Árabe - 91.7 – QF Radio - 92.0 – MBC FM - 92.6 – Radio Sawa Gulf - 93.7 – QF Radio - 94.0 – Oryx FM Francês - 97.5 – QBS Inglês - 99.6 – Radio Monte Carlo - 100.3 – Panorama FM - 100.8 – Sout al Khaleej - 101.0 -- Sindo Trijaya FM - 102.0 – Fox News Talk - 102.2 -- Sonora FM - 103.4 – Quran Kareem Radio - 104.6 -- Delta FM - 107.4 – BBC World Service | DAB radio - 10B Multiplex Árabe - C221 – QBS Árabe - C222 – QF Radio More - C223 – MBC FM - C224 – Radio Sawa Gulf - C225 – QF Radio - C226 – Oryx FM Francês - C227 – QBS Inglês - C228 – Radio Monte Carlo - C229 – BBC Arabic Service - C230 – Panorama FM - C231 – Sout al Khaleej - C232 – Fox News Talk - C233 – Quran Kareem Radio - C234 – BBC World Service | DAB radio - 10C Multiplex Indonésio - C235 – Sonora FM - C236 – Delta FM - C237 – Sindo Trijaya FM |

## Feriados
- Segunda terça-feira de Fevereiro - (Dia Nacional do Desporto)- اليوم الوطني للرياضة
- Início de Março - (Bank Holiday) - عطلة البنك
- 18 de Dezembro - (Dia Nacional do Catar) - اليوم الوطني
- 1º, 2º, 3º Shawwal - (Comemoração do fim do Ramadão) - عيد الفطر
- 10º, 11º, 12º Zulhijjah - (Grande Festa) - عيد الأضحى